# Corynephorus divaricatus
Corynephorus divaricatus är en gräsart som först beskrevs av Pierre André Pourret de Figeac, och fick sitt nu gällande namn av Maurice A.F. Breistroffer. Corynephorus divaricatus ingår i släktet borsttåtlar, och familjen gräs.

## Underarter
Arten delas in i följande underarter:
- C. d. macrantherus
- C. d. oranensis